# Länsväg 119
Länsväg 119 går från Stoby vid Hässleholm till Ryd. 

## Sträckning
- Stoby - Broby - Lönsboda - Ryd
- Mellan vägskälet för Riksväg 15 väster om Lönsboda och vägskälet inne i Lönsboda delar vägen samma sträcka med Riksväg 15 i 5 km.
- Vägen går i Skåne och Kronobergs län, samt helt kort i Blekinge län. Längd 74 km.

## Trafikplatser och korsningar
|  | Nr | Namn     | Skyltning                |
|  | -- | -------- | ------------------------ |
|  |    | Stoby    | Kristianstad Helsingborg |
|  |    | Stoby    | Växjö Malmö              |
|  |    | Broby    | Osby Kristianstad        |
|  |    |          | Halmstad                 |
|  |    | Lönsboda | Älmhult                  |
|  |    | Lönsboda | Karlshamn                |
|  |    | Ryd      | Karlshamn Alvesta        |

## Historia
Vägen Hässleholm-Ryd hette länsväg 72 från 1940-talet till 1962. År 1962 bytte den nummer till 119. Vägen går i stort sett längs samma väg som på 1950-talet med uträtningar här och var. En ny bro byggdes vid ån för kommungränsen mellan Östra Göinge kommun och Osby kommun 1992.

## Alternativa vägar
Mellan Hässleholm och Lönsboda kan man välja att köra Riksväg 23 till Osby och därefter Riksväg 15 till Lönsboda. Sträckan är fem kilometer längre (53 km mot 48 km). Däremot är vägen mellan Hässleholm och Osby (35 km) genomgående trefältsväg av hög standard, skyltad hastighetsgräns på 100 km/h och det förekommer inga tätortsgenomfarter utom i Boalt till skillnad från länsväg 119 som passerar igenom Norra Sandby, Broby och Glimåkra och vars landsväg på sina håll är kurvig och smal och med hastighetsgränsen nedsatt till 60-70 km/h (gäller mellan vägskälet till väg 15 och Glimåkra samt Norra Sandby - anslutningen till riksväg 23 vid Stoby)